# Morena Tartagni
Milena Morena Tartagni (Predappio, 21 settembre 1949) è una ciclista su strada e pistard italiana, attiva negli anni sessanta e settanta.
Ai campionati del mondo su strada si aggiudicò tre medaglie, due argenti e un bronzo; vinse inoltre dieci titoli nazionali, due su strada e otto su pista.

## Carriera
Nata a Predappio (Forlì) si trasferisce giovanissima, insieme alla famiglia, a Bollate (Milano). Nel 1965 entra a far parte del Gruppo Sportivo Pregnanese grazie all'interesse del sig. Zenaboni. Inizia ad allenarsi subito sotto la guida di Enrico Zenaboni, Alfredo Bonariva e con i consigli del Presidente della Pregnanese Alberto Cogliati inizia a raccogliere i primi risultati.
Nel 1966 ottiene le prime vittorie in una gara "internazionale" a Prato e ad Adria (Rovigo). Queste vittorie le permettono di vestire per la prima volta la maglia azzurra della Nazionale in occasione dei Campionati del mondo del Nürburgring in Germania, dove fu la più giovane partecipante. Nel 1967 sono sette le vittorie su strada, oltre a un secondo posto nel campionato nazionale su strada Elite, e la vittoria del suo primo titolo italiano dell'inseguimento su pista a Lanciano.
Nel 1968 riesce a partecipare ai campionati del mondo che si svolgono in Italia, a Imola, e giunge terza, prima atleta femminile azzurra a salire sul podio mondiale. Nello stesso anno vince i campionati italiani su strada e su pista (inseguimento e velocità). Sempre nel 1968 stabilisce il record del mondo dei 3 km su pista al Velodromo Olimpico di Roma con il tempo di 4'09"3.
Nel 1969 si conferma campionessa italiana su strada e in pista. Disputa 34 gare e ne vince 11. Grazie a queste vittorie inizia a gareggiare all'estero. Nel 1970, ai Campionati del mondo su strada a Leicester (Regno Unito), migliora il suo precedente risultato piazzondosi seconda dietro la sovietica Anna Konkina. Sempre nel 1970 vince i campionati nazionali su pista e giunge seconda ai campionati nazionali su strada.
Nel 1971, sempre ai campionati del mondo che questa volta si disputano in Svizzera, a Mendrisio, giunge di nuovo seconda (battuta ancora da Konkina), così come ai campionati nazionali di inseguimento su pista. Vince invece la prova su strada. Nel 1972 a Bassano del Grappa ottiene un doppio successo in pista, aggiudicandosi il titolo della velocità e quello dell'inseguimento, mentre è terza su strada. È poi seconda su strada nel 1973. Nel 1974 si aggiudica il Giro della provincia di Varese (lo farà suo anche nel 1975), e conclude terza ai campionati assoluti su strada. Nel 1976 vince il Trofeo Alfredo Binda a Cittiglio.
Interrompe le attività sportive nel 1980, dopo oltre 100 vittorie (tra cui dieci titoli nazionali), continuando poi a occuparsi di ciclismo e lavorando all'interno della Federazione. Dall'aprile 2014 ricopre, all'interno della giunta del Comune di Senago, la carica di Assessore con funzioni riguardanti sport e tempo libero, politiche giovanili e del lavoro.